# Pavetta galpinii
Pavetta galpinii är en måreväxtart som beskrevs av Cornelis Eliza Bertus Bremekamp. Pavetta galpinii ingår i släktet Pavetta och familjen måreväxter. Inga underarter finns listade i Catalogue of Life.